# Jimmy Sjödin
Johan Gustav Jimmy Sjödin (* 1. Dezember 1977 in Östersund) ist ein ehemaliger schwedischer Wasserspringer, der Teilnehmer an den Olympischen Sommerspielen 1996 war. 

## Leben
Bei den Olympischen Spielen 1996 in Atlanta nahm er in zwei Disziplinen teil: im Sprung vom Drei-Meter-Brett und vom Zehn-Meter-Turm. Am Drei-Meter-Brett erzielte er in der Qualifikation 339,93 Punkte, belegte den 20. Platz und qualifizierte sich nicht für das Halbfinale. In der zweiten Disziplin Zehn-Meter-Turm im Halbfinale erzielte Sjödin 517,74 Punkte und lag auf dem 14. Platz, was jedoch nicht zum Einzug ins Finale reichte.
Seit 2017 ist Sjödin mit Patrick Huber verheiratet.